# Nether Horsburgh Castle

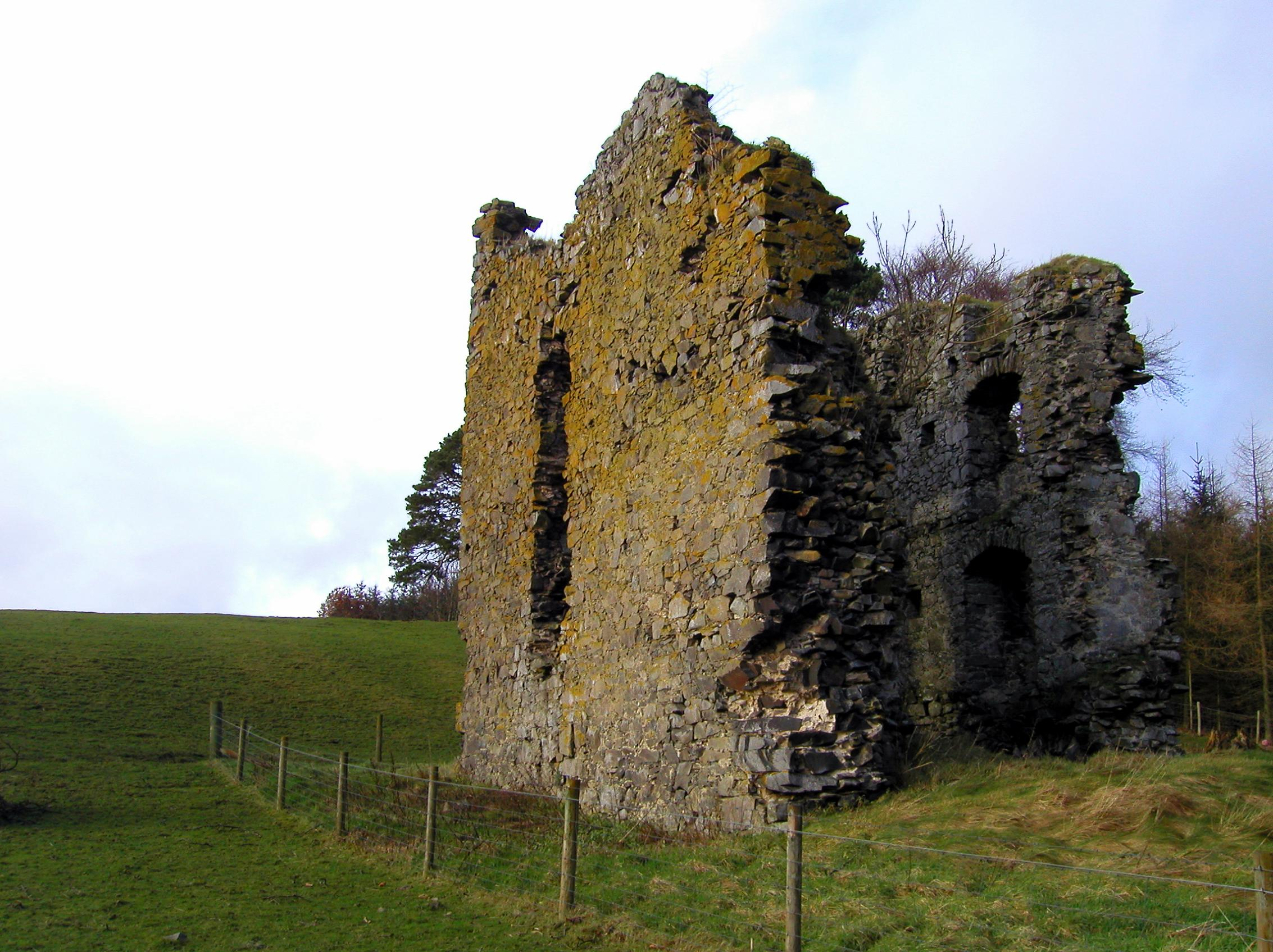
Nether Horsburgh Castle vanuit het zuidoosten

Nether Horsburgh Castle is een ruïne en beschermd monument nabij het dorp Cardrona op ongeveer zes kilometer ten zuidoosten van Peebles in het Schotse raadsgebied Scottish Borders. Het was een landhuis uit de zestiende eeuw, gebouwd door de familie Horsburgh, die een kilometer ten zuidwesten tevens Horsburgh Castle oprichtte. Nether Horsburgh Castle staat op het terrein van de boerderij Nether Horsburgh Farm, die eveneens een monument is.

## Overblijfselen
De oostelijke muur van Nether Horsburgh Castle is verdwenen. De overige drie muren reiken nog tot ruim negen meter hoog. Het huis telde drie verdiepingen en had een oppervlakte van 10,4 bij 8 meter. De muren zijn op de benedenverdieping 1,4 meter dik. De kelder is opgevuld door brokstukken van het gewelf; het kelderraam is nog gedeeltelijk zichtbaar in de noordelijke muur. De zuidelijke muur heeft een raam en latrine, terwijl de noordoostelijke hoek nog sporen van een wenteltrap naar de twee bovenverdiepingen vertoont. Een eventuele trap van de kelder naar het gelijkvloerse niveau bevond zich wellicht in de verdwenen oostelijke muur. In de westelijke muur is een haard aangebracht. In de zuidelijke muur is nog zichtbaar dat het landhuis ooit drie verdiepingen telde.
Ongeveer twintig meter ten noorden van Nether Horsburgh Castle liggen nog stenen overblijfselen van wat wellicht een stal is geweest.
De vroegere clan Horsbroc of Horsbrugh ontleende zijn naam aan de plaatsnaam horse brook (‘paardenbeek’) en woonde in de omgeving van een bocht in de Tweed, ter hoogte van de civil parish Innerleithen. Deze familienaam werd later verbasterd tot Horsburgh, naar analogie met namen die op -burgh eindigen. De Horsburghs waren plaatselijke grondeigenaren in het historische graafschap Peeblesshire. Zij bewoonden Nether Horsburgh Castle tot de zeventiende eeuw, toen de familie Shaw het huis overkocht. Het geslacht Horsburgh verloor zijn landgoed omstreeks 1725. Vóór de bouw van de huidige boerderij stond hier kennelijk een molen.

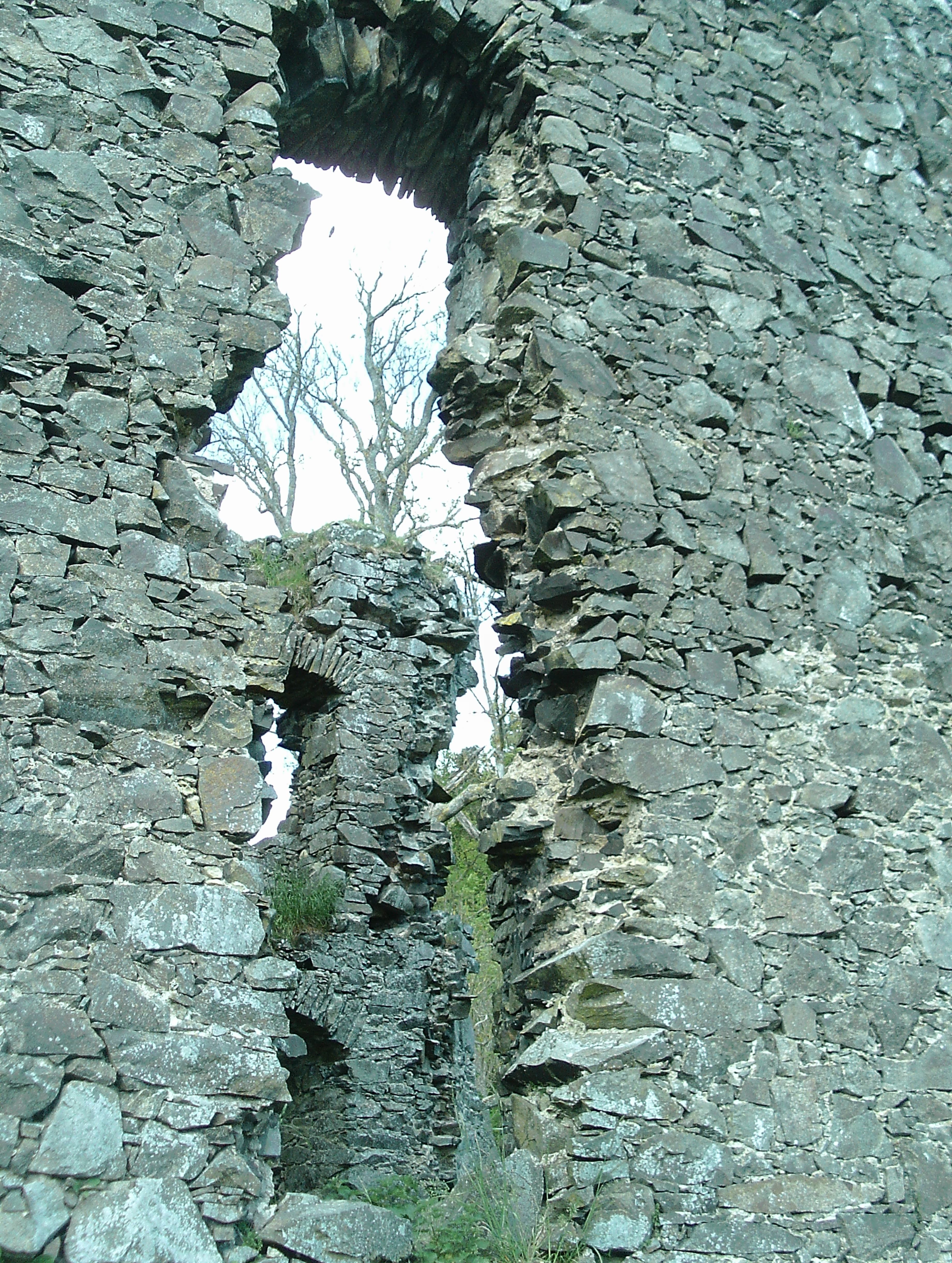
Zuidelijke muur
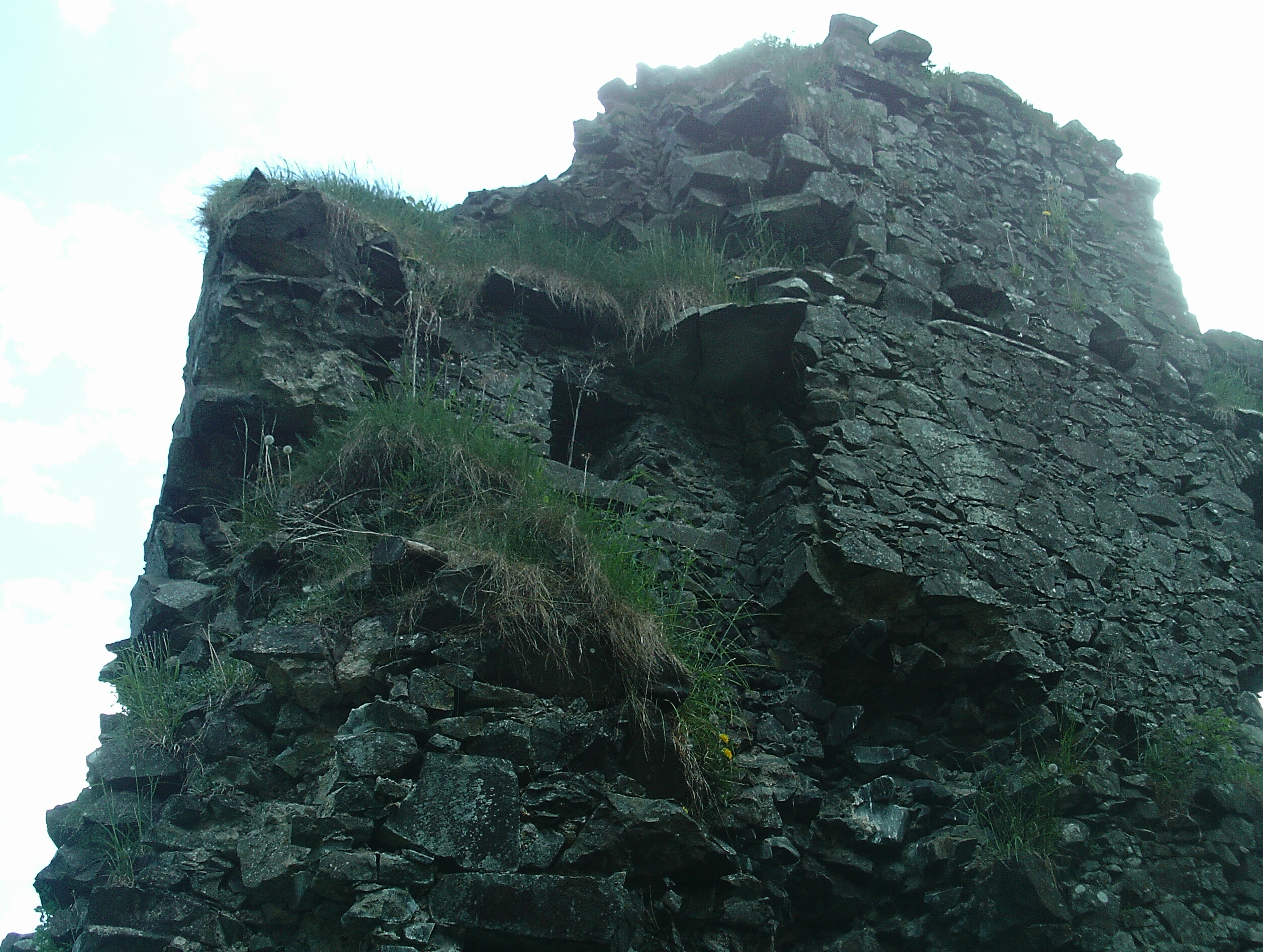
Bovenverdiepingen
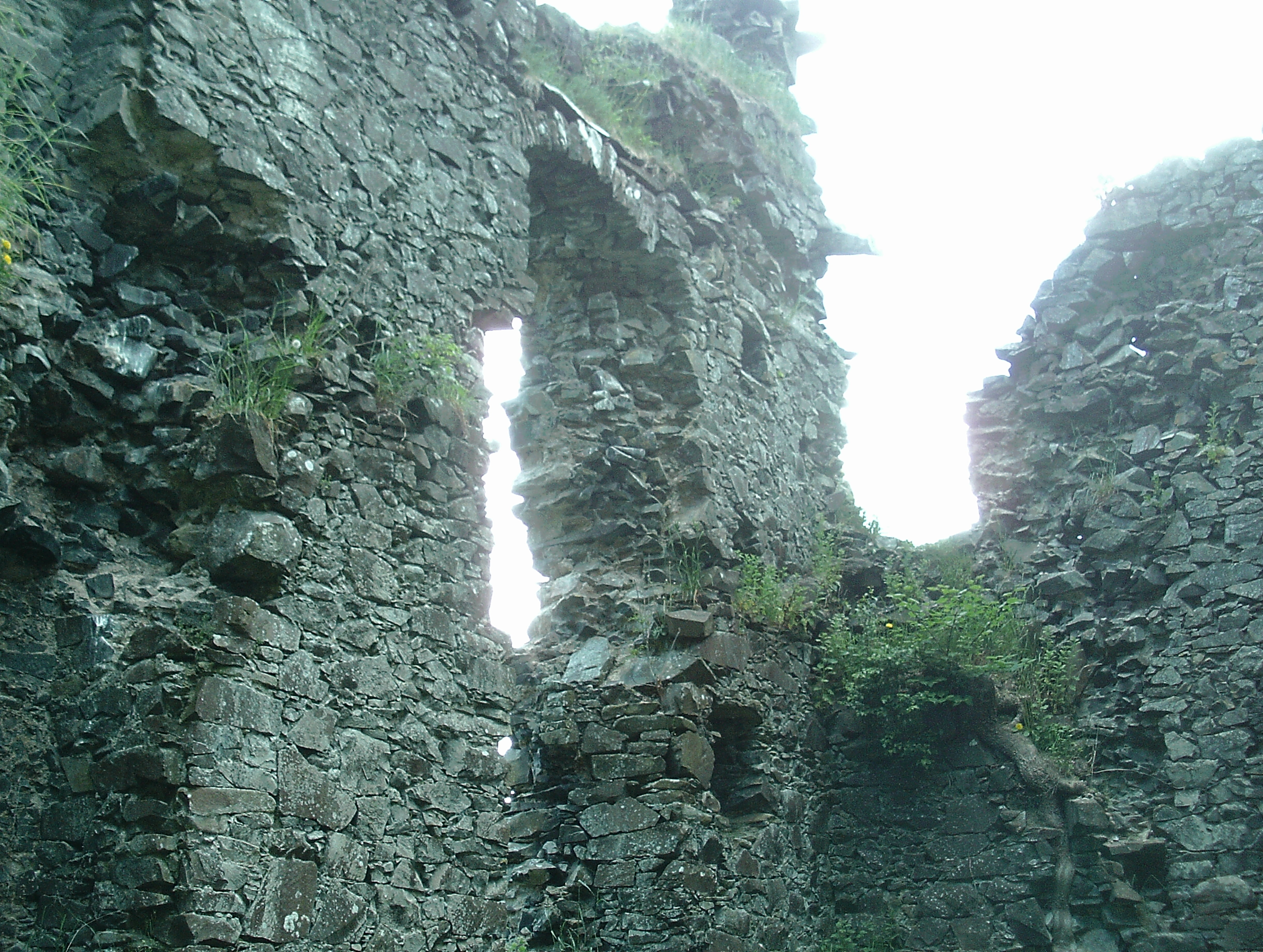
Latrine
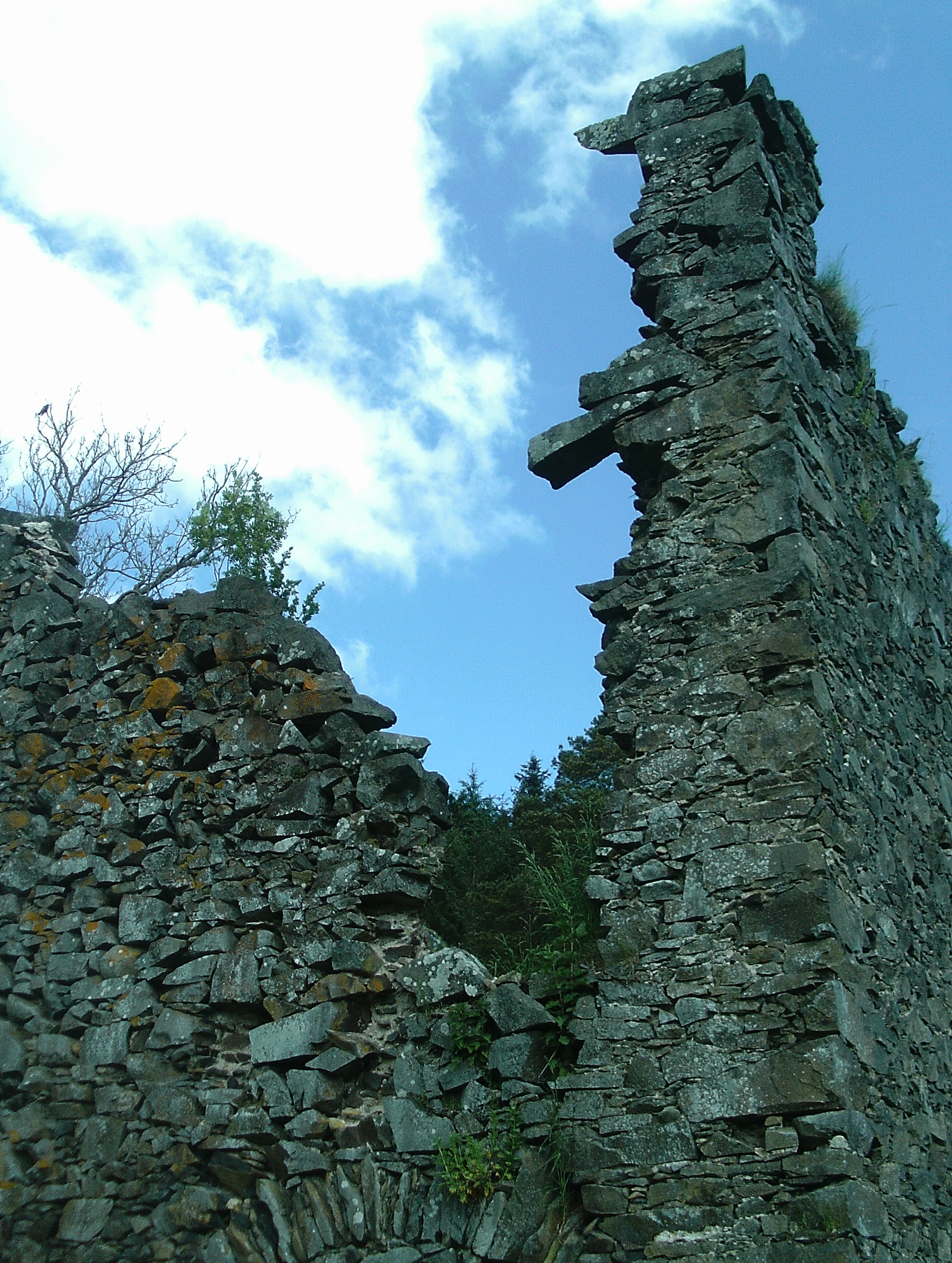
Vroegere trap
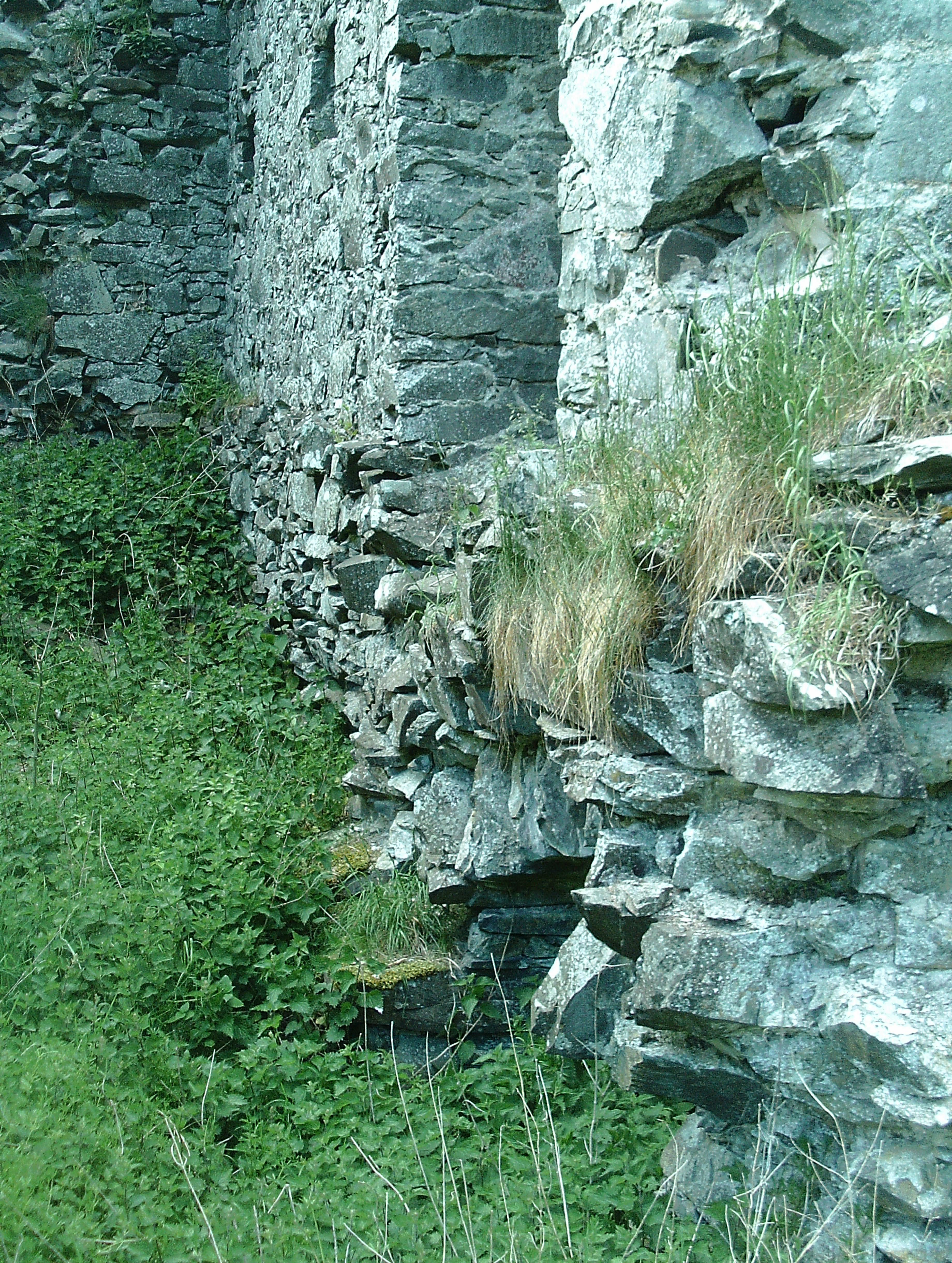
Noordelijke muur